# Finnish International 2008
Die Finnish International 2008 fanden vom 3. bis zum 6. April 2008 in Helsinki statt. Es war die zwölfte Austragung dieser internationalen Meisterschaften von Finnland im Badminton.

## Medaillengewinner
| Disziplin    | Gold                                       | Silber                                 | Bronze                                |
| ------------ | ------------------------------------------ | -------------------------------------- | ------------------------------------- |
| Herreneinzel | Martin Bille Larsen                        | Carl Baxter                            | Jan Ø. Jørgensen                      |
| Herreneinzel | Martin Bille Larsen                        | Carl Baxter                            | Kuan Beng Hong                        |
| Dameneinzel  | Elizabeth Cann                             | Sara Persson                           | Anna Rice                             |
| Dameneinzel  | Elizabeth Cann                             | Sara Persson                           | Maria Elfira Christina                |
| Herrendoppel | Fran Kurniawan Rendra Wijaya               | Jacob Chemnitz Mikkel Delbo Larsen     | Mikkel Elbjørn Mads Pieler Kolding    |
| Herrendoppel | Fran Kurniawan Rendra Wijaya               | Jacob Chemnitz Mikkel Delbo Larsen     | Wouter Claes Frédéric Mawet           |
| Damendoppel  | Lena Frier Kristiansen Kamilla Rytter Juhl | Ekaterina Ananina Anastasia Russkikh   | Shendy Puspa Irawati Meiliana Jauhari |
| Damendoppel  | Lena Frier Kristiansen Kamilla Rytter Juhl | Ekaterina Ananina Anastasia Russkikh   | Elin Bergblom Johanna Persson         |
| Mixed        | Fran Kurniawan Shendy Puspa Irawati        | Mads Pieler Kolding Line Damkjær Kruse | Chris Adcock Gabrielle White          |
| Mixed        | Fran Kurniawan Shendy Puspa Irawati        | Mads Pieler Kolding Line Damkjær Kruse | Adam Cwalina Małgorzata Kurdelska     |